# Gran Premio Bradlo
El Gran Premio Bradlo (oficialmente: Grand Prix Bradlo) fue una carrera ciclista profesional eslovaca que se llevó a cabo en la ciudad de Bradlo y sus alrededores, durante el mes de julio.
Se empezó a disputar como carrera amateur en 2000 hasta que en el 2003 se convirtió en profesional en la categoría 1.5. Desde la creación de los Circuitos Continentales UCI en 2005 se integró en el UCI Europe Tour dentro de la categoría 1.2 (última categoría de lprofesionalismo), primero en la 1.2U (limitada a corredores sub-23) y en el 2009 2.2. Casi todas las ediciones se han disputado en una sola etapa, hasta 2009, año de su última edición, que se disputó en dos. 

## Palmarés
En amarillo: edición amateur.
| Año  | Ganador           | Segundo           | Tercero            |
| ---- | ----------------- | ----------------- | ------------------ |
| 2000 | Radek Dite        | Kamil Vrana       | Michal Prusa       |
| 2001 | Giampaolo Caruso  | Damiano Marangoni | Diego Nosotti      |
| 2002 | Kristjan Fajt     | Lubos Pelanek     | Radovan Husár      |
| 2003 | Roman Broniš      | Matej Jurčo       | Sebastian Skiba    |
| 2004 | Raffaele Illiano  | Sebastian Skiba   | Martin Prázdnovský |
| 2005 | Martin Riška      | Werner Faltheiner | Maroš Kováč        |
| 2006 | Adam Hansen       | Tomáš Bucháček    | Ján Valach         |
| 2007 | Maciej Bodnar     | Maciej Paterski   | Piotr Osinski      |
| 2008 | Péter Kusztor     | Maroš Kováč       | Rostislav Krotky   |
| 2009 | Nebojša Jovanović | Ján Valach        | Matej Jurčo        |

## Palmarés por países
| País            | Victorias |
| --------------- | --------- |
| Italia          | 2         |
| Eslovaquia      | 2         |
| República Checa | 1         |
| Eslovenia       | 1         |
| Australia       | 1         |
| Polonia         | 1         |
| Hungría         | 1         |
| Serbia          | 1         |